# 3936 Elst
Elst (asteroide 3936) é um asteroide da cintura principal, a 2,1177025 UA. Possui uma excentricidade de 0,1280914 e um período orbital de 1 382,54 dias (3,79 anos).
Elst tem uma velocidade orbital média de 19,11154309 km/s e uma inclinação de 5,63925º.
Este asteroide foi descoberto em 16 de Outubro de 1977 por Cornelis van Houten.
O seu nome é uma homenagem ao astrônomo belga Eric Walter Elst.